# Histioea excentrica
Histioea excentrica är en fjärilsart som beskrevs av Felix Bryk 1953. Histioea excentrica ingår i släktet Histioea och familjen björnspinnare. Inga underarter finns listade i Catalogue of Life.